# Rod Rice
Rod Rice ( n. 1963 ) es un botánico, y horticultor australiano, que realiza investigaciones en flora, genética y taxonomía de la familia Orchidaceae.
En 1978, se graduó en la Kuring-gai Sidney High School. Y de 1988 a 1990, estudió y se graduó en la Escuela de Horticultura Ryde, con un Certificado Superior.
También lleva a cabo desarrollos comerciales con educación de ecoturismo en el sudeste de Asia para clubes de jardinería, sociedades de orquídeas, estudiantes de botánica, horticultura y otros interesados.

## Algunas publicaciones
- rod Rice. 1998. Restrepia schizosepala Luer & Hirtz. Australian Orchid Review, 63 (4): 17

- -------------. 1998. Photo Angraecum magdalenae, front cover. Australian Orchid Review, 63 (4)

- -------------. 1998. Orchids of the Forgotten Land. Parte 2: Australian Orchid Review, 63 (5): 10-12

- -------------. 1998. Gongora alfieana Rice sp nov, A New Gongora. Australian Orchid Review, 63 (5): 14-15

- -------------. 1998. Staurochilus fasciatus (Rchb.f.) Ridl. 1872. Australian Orchid Review, 63 (6): 16

- -------------. 1997. Some Species of the Sub-Genus Gongora. Orchids Australia, 9 (5): 46-52.

- -------------. 1997. Maxillaria Ruiz & Pavón. Australian Orchid Review, 62 (5): 4-12.

- -------------. 1997. Maxillaria Ruiz & Pavón. Parte 2: Australian Orchid Review, 62 (6): 6-11.

- -------------. 1997. Photo Maxillaria notylioglossa, front cover. Australian Orchid Review, 62 (5)

- -------------. 1997. Stanhopea The Unknown Orchids. Australian Horticulture, 94 (2): 122

- -------------. 1996. Gongora (Ruiz & Pavón). Australian Orchid Review, 61 (1): 4-7

- -------------. 1996. Photo Gongora truncata, front cover. Australian Orchid Review, 61 (1)

- -------------. 1996. Oncidium Sw. Australian Orchid Review, 61 (3): 6-9

- -------------. 1996. New Gongora and other Stanhopeinae Species. Australian Orchid Review, 61 (3): 12-14

- -------------. 1996. Photo Oncidium pulchellum, front cover. Australian Orchid Review, 61 (3)

### Libros
- rod Rice. 2005. A preliminary checklist and survey of the subtribe Aerangidinae (Orchidaceae). Editor Oasis The J. Publ. Dept. 51 pp.

- -------------. 2003. Gongorana: infrageneric review of the genus Gongora (Orchidaceae). Editor Oasis the J. Pub. Dept. 36 pp.

## Honores
Miembro de
- 1993: Australian Institute of Horticulture

- La abreviatura «R.Rice» se emplea para indicar a Rod Rice como autoridad en la descripción y clasificación científica de los vegetales.[2]